# Kvantemekanisk superposition
 Denne artikel bør gennemlæses af en person med fagkendskab for at sikre den faglige korrekthed.

 For alternative betydninger, se Superposition.
Kvantemekanisk superposition eller kvantefysisk superposition er et fundamentalt kvantemekanisk fænomen. Kvantemekanisk superposition er det, at et fysisk system (f.eks. en elektron) kan eksistere i mere end én af dets teoretisk mulige tilstande (egenskabskonfigurationer) samtidig; men, når målt/observeret, giver det kun én tilstand (som beskrevet i kvantemekanikfortolkninger).
Matematisk svarer det til løsningsmulighederne til Schrödinger-ligningen; da Schrödinger-ligningen er lineær, vil enhver linearkombination af løsninger også være en løsning. Sådanne løsninger laves ofte ortogonale (dvs vektorerne er vinkelrette på hinanden), som en elektrons energiniveauer.
Et eksempel på en direkte observerbar effekt af superposition er interferenstoppe fra en elektronbølge i dobbeltspalte-eksperimentet.
Et makroskopisk eksempel på superposition er fysikerne Andrew Cleland og John Martinis lille 30 mikrometer lange metalpaddel, som både kan oscillere og stå næsten stille samtidigt.